# Cerkev sv. Petra, Riga
Cerkev sv. Petra (latvijsko Svētā Pētera evaņģēliski luteriskā baznīca) je luteranska cerkev v Rigi, glavnem mestu Latvije, posvečena svetemu Petru. Je župnijska cerkev Evangeličansko-luteranske cerkve Latvije.

## Zgodovina
Cerkev sv. Petra je prvič omenjena v zapisih iz leta 1209. Cerkev je bila zidana, zato jo tisto leto mestni požar v Rigi ni poškodoval. Zgodovino cerkve lahko razdelimo na tri različna obdobja: dve, povezani z gotskim in romanskim slogom gradnje, in tretjo z zgodnjim barokom. Srednji del cerkve je bil zgrajen v 13. stoletju, ki zajema prvo obdobje. Edini ostanki tega obdobja so v zunanjih stenah ladij in na notranji strani nekaj stebrov v ladji, okoli katerih so pozneje zgradili večje stebre.

### Drugo obdobje gradnje
Drugo obdobje sega v čas med letoma 1408–09, ko je gradnjo svetišča, ki temelji na cerkvi sv. Marije v Rostocku, nadzoroval graditelj mojster Johannes Rumeschottel  iz Rostocka. Svetišče je bilo skoraj končano do leta 1409, vendar je bilo zaradi poljsko-litovsko-tevtonske vojne dokončano in posvečeno šele leta 1419. Druga gradbena dela je prekinila kuga leta 1420 in nadaljevala v 1430-ih. Cerkev iz 13. stoletja je bila v letih 1456–66 rekonstruirana po novo zgrajenem svetišču. Obe gradnji sta bili združeni v 1470-ih in tako je nastala mogočna bazilika s tremi ladjami, okrašenimi z obokanimi stropi. Stari zvonik so zamenjali leta 1456, v novem stolpu pa so leta 1477 obesili zvon. Leta 1491 so stolpu dodali 136 metrov osmerokotni zvonik, ki je skupaj s sprednjo fasado cerkve prevladoval nad silhueto Rige. Stolp se je podrl 11. marca 1666, pri čemer je uničil sosednjo stavbo in v ruševinah pokopal osem ljudi. Temelj novega stolpa je bil postavljen 29. junija 1667.

### Tretje obdobje gradnje
Tretje obdobje gradnje je bilo v letih 1671–90, z izgradnjo zahodne fasade in novega stolpa. V tem času so bili obnovljeni tudi streha, obokani stropi in oprema. Jacob Josten, nizozemski mojster v Rigi , je zasnoval stolp in nadziral njegovo gradnjo, ki jo je aprila 1671 začel zidarski mojster Heinrich Henicke. Jostena je leta 1675 nadomestil Rupert Bindenschu (1645–1698), naslednji mojster v Rigi. Stolp je bil dokončan leta 1677, vendar je bil skupaj z notranjostjo cerkve uničen že 21. maja 1677 med požarom v mestu. Bindenshu je nadzoroval nadaljnja popravila v letih 1677–79: obokani leseni stropi so zamenjali nekdanje zidane obokane strope, zamenjali ali prenovili so streho, okna, notranjost in opremo. Prva služba v prenovljeni cerkvi je bila 14. septembra 1679. Obnova stolpa se je začela leta 1686, zasnoval pa ga je mestni inženir Friedrich S. von Dahlen. Mestni svet polizdelanega zvonika ni odobril, zato so ga porušili leta 1688. Nato je bil zgrajen nov 148-metrski zvonik z bakreno streho, ki ga je zasnoval Bindenshu. Krogla in petelin sta bila postavljena na zvonik 10. maja 1690. Ta stolp je bil najvišja lesena konstrukcija v Evropi v tistem času. V poznem 17. stoletju je bila spremenjena tudi zahodna fasada cerkve. Opečna konstrukcija je bila prekrita z rdečkastim apnencem iz Salaspilsa in Kokneseja, fasada pa je bila okrašena z volutami, pilastri, venci, vazami in obrobami iz gotlandskega kamna. Leta 1692 je mestni svet Rige odobril načrt Bindenshuja in zidarja Andreasa Petermana za tri enake portale. Trgovec Klaus Mistett je financiral portale, ki so jih zgradili H. Henneken, Johann Daniel Schauss, Johann Gerwin in več drugih kiparjev. Portali so bili okrašeni s skulpturami iz apnenca v baročnem slogu. Leta 1694 je L. Martini namestil novo stolpno uro z glockenspiel iz Amsterdama.

### Prva rekonstrukcija
Na novo obnovljena cerkev je služila le 29 let, ker je strela udarila in požgala stolp in cerkev 10. maja 1721. Po požaru so stali samo cerkveni in zidovi stolpa. Obnova cerkve se je začela takoj pod vodstvom tesarja Toma Bochuma in zidarja Kristoferja Meinerta. Do leta 1723 je imela stavba že začasno streho. Johann Heinrich Wilbern je nadzor nad projektom prevzel leta 1740, pod njegovim vodstvom pa je bil leta 1746 zgrajen nov 120,7 metrski zvonik. Zvonik je bil prekrit z bakreno ploščo, petelin pa pozlačen v letih 1746–47. Christoph Haberland je za cerkev zasnoval novo marmorno prižnico, ki je bila zgrajena v Italiji leta 1793. Leta 1794 je Haberland obnovil lesene obokane strope v osrednjih delih ladje. Notranje stene so bile leta 1885 ometane, spodnji odseki stebrov pa so bili pod vodstvom arhitekta Reinholda Georga Schmaelinga (1840–1917) prekriti s hrastovimi ploščami.

### Druga rekonstrukcija
Artilerijski požar je cerkev uničil 29. junija 1941. Konzervacija in obnova se je začela leta 1954 z raziskavami arhitekta Pēterisa Saulītisa. Dela so potekala od leta 1967 do 1983 pod vodstvom Saulitisa in arhitekta Gunārsa Zirnisa. Prenova se je začela s kovinskim okvirjem stolpa. Petelin - natančna reprodukcija prejšnjega in sedmega petelina - je bil postavljen na zvonik 21. avgusta 1970. Obnovljena stolpna ura je začela kazati čas julija 1975. Po tradiciji ima le urni kazalec. Zvonska glasba se je začela leta 1976; petkrat na dan predvaja latvijsko ljudsko melodijo Rīga dimd in na vrhu vsake ure zazvonijo zvonovi. V stolpu je nameščeno dvigalo, ki obiskovalcem omogoča pogled na Rigo z višine 72 metrov. Prenova notranjosti cerkve se je končala leta 1984. Poljsko podjetje PKZ je v letih 1987–91 obnovilo glavno fasado in portale. Latvijska luteranska občina sv. Petra je leta 1991 nadaljevala službo v cerkvi in cerkev je bila 4. aprila 2006 vrnjena v last Evangeličansko-luteranske cerkve Latvije.
Med drugo svetovno vojno je cerkev izgubila pomemben predmet kulturne dediščine - impresiven bronasti svečnik iz leta 1596 - ki so ga Nemci iz Rige odpeljali v mesto Włocławek, ki so ga med akcijo Heim ins Reich preselili na priključena poljska ozemlja. 310 cm visok in 378 cm širok svečnik, ki so ga prej imenovali stoječa luč, je mestni svet Rige naročil pri livarni kovinarja Hansa Meyerja v Rigi. Po vojni je bil razstavljen v baziliki Włocławekove bazilike sv. Marije Vnebovzete. 1. marca 2012 se je ta del poznorenesančne umetnosti vrnil v svoj starodavni dom zaradi dogovora o repatriaciji kulturnih dobrin. Kip petelina na vrhu cerkve tehta 158 kg, 140 gramov zlata pa so uporabili za zlato ploščo kipa.